# Caulinia coccinea
Caulinia coccinea là một loài thực vật có hoa trong họ Hydrocharitaceae. Loài này được (M.A. Curtis) Kuntze mô tả khoa học đầu tiên năm 1891.